# Trostianeć (obwód odeski)
Trostianeć (ukr. Тростянець) – wieś na Ukrainie, w obwodzie odeskim, w rejonie rozdzielniańskim, w hromadzie Wełykopłoske. W 2001 liczyła 341 mieszkańców.